# Осада Пелия
Осада Пелия — эпизод военной кампании Александра Македонского против иллирийцев 335 года до н. э., в ходе которого войско Клита оказалось осаждено македонянами в укреплённом городе Пелий. Иллирийцы не смогли воспользоваться выгодным рельефом местности и в ходе неожиданного штурма Пелий был взят. Сам Клит с частью войска смог бежать в Иллирию.